# لوکاس لیوا
لوکاس پزینی لیوا (پرتغالی: Lucas Pezzini Leiva؛ زادهٔ ۹ ژانویهٔ ۱۹۸۷) بازیکن فوتبال برزیلی است که در پست هافبک دفاعی در لاتزیو بازی می‌کند. لوکاس برادر زادهٔ لیوینها، بازیکن فوتبال برزیلی است و دارای گذرنامهٔ ایتالیایی نیز می‌باشد.

## زندگی ورزشی

### دوران باشگاهی
لوکاس فوتبال را از باشگاه گرمیو آغاز کرد. او پس از درخشش در برزیل با قیمتی در حدود ۶ میلیون پوند به لیورپول پیوست.

## افتخارها

### شخصی
- بهترین بازیکن لیگ برزیل: ۲۰۰۶
- بهترین بازیکن فصل لیورپول: ۲۰۱۰
- بهترین بازیکن جوان لیورپول: ۲۰۱۰

```
* بهترین بازیکن فصل لاتزیو:۲۰۱۸
```

### باشگاهی
- گرمیو
  - سری ب برزیل: ۲۰۰۵
- لیورپول
  - جام اتحادیه: ۲۰۱۲–۲۰۱۱

### ملی
- تیم ملی امید
  - المیپک:مدال برنز ۲۰۰۸